# Вилья, Рикардо Хулио
Рика́рдо Ху́лио Ви́лья (исп. Ricardo Julio Villa; 18 августа 1952, Роке-Перес, Буэнос-Айрес, Аргентина) — аргентинский футболист, полузащитник.

## Карьера
Вилья выступал за аргентинские клубы «Кильмес», «Атлетико Тукуман» и «Расинг». После успеха сборной Аргентины на чемпионате мира 1978 года вместе с Освальдо Ардилесом перешёл в английский «Тоттенхэм Хотспур» по предложению тогдашнего главного тренера «шпор» Кита Баркиншоу.
Вилья забил первый мяч в составе «шпор» уже в своем дебютном матче против клуба «Ноттингем Форест». В общей сложности он провел в составе «Тоттенхэма» 133 матча и забил 18 мячей. Одним из самых важных стал мяч, забитый в ворота клуба «Манчестер Сити» в переигровке финала Кубка Англии 1981 года. В 2001 году этот мяч был признан голом столетия, забитым на «Уэмбли». Этот мяч был забит на восьмой минуте матча.
После «Тоттенхэма» играл в США и Колумбии. Завершил карьеру в одной из низших аргентинских лиг, в клубе «Дефенса и Хустисия»

### После завершения карьеры
Вилья был в составе сборной Аргентины на Чемпионате мира среди ветеранов 2001 года, где забил один мяч, в матче против сборной Англии.
В 1990-е годы попробовал себя в качестве политика, однако с июля 2005 года стал техническим секретарем клуба «Тальерес». В настоящее время вместе со своей женой и четырьмя детьми проживает в Вилья-Карлос-Пас.
В ноябре 2007 года было объявлено, что все члены сборных, побеждавших на чемпионате мира до 1982 года, получат золотые медали чемпионата. Таким образом, Вилья был признан чемпионом мира 1978 года.
7 февраля 2008 года вместе со своим соотечественником Освальдо Ардилесом был включен в Зал славы футбольного клуба «Тоттенхэм Хотспур».

## Достижения
- Чемпион мира 1978 года
- Победитель Кубка Англии в 1981 и 1982 годах